# Petit Trou de Nippes
Petit Trou de Nippes (em crioulo haitiano: Ti Twou de Nip) é uma comuna do Haiti, situada no departamento do Nippes e no arrondissement de Anse-à-Veau. De acordo com o censo de 2003, sua população total é de 36.143 habitantes.